# Bergviks kyrka
Bergviks kyrka är en kyrka som tillhör Mo-Bergviks församling i Uppsala stift. Kyrkan ligger invid sjön Bergviken.

## Kyrkobyggnaden
Bergvik var i slutet av 1800-talet en betydande industriort. Bruksdisponent Uno Ulin testamenterade i juli 1889 75 000 kronor till byggandet av en kyrka i Bergvik. När både han och makan avlidit 1909 väcktes frågan om kyrkobygget. Åren 1914-1915 uppfördes kyrkan efter ritningar av arkitekt Fredrik Falkenberg. Ärkebiskop Nathan Söderblom invigde den nya kyrkan i juni 1915.
Kyrkan består av långhus med smalare rundat kor i öster och kyrktorn i väster. Söder om koret finns en vidbyggd sakristia. Kyrkan har drag av nygotik, jugend och nationalromantik. Koret är dekorerat i jugendstil av konstnären Yngve Lundström, Stockholm. Koret domineras av ett fönster av kyrkans arkitekt Fredrik Falkenberg.

## Inventarier
- Ett passionskrucifix från Oberammergau pryder altaret.
- Dopfunten, som skänkes 1920 av disponent Evald Granström med hustru, är i täljsten med dopskål av silver.
- Merparten av kyrksilvret härrör från invigningen 1915.

### Orgel
Den nuvarande orgeln byggdes 1915 av Erik Henrik Erikson, Gävle och hade 9 stämmor, två manualer och pedal. 1949 ombyggdes och tillbyggdes orgeln av Åkerman & Lunds Nya Orgelfabriks AB, Sundbybergs stad. Orgeln är pneumatisk och har ett tonomfång på 56/30. Den har även 2 fra kombinationer, 1 fast kombination och registersvällare. Orgelfasaden i barockstil är troligen tillverkad i Jämtland på 1760-talet.
| Huvudverk I             | Svällverk II         | Pedal              | Koppel   |
| Principal 8'            | Salicional 8'        | Subbas 16'         | I/P      |
| Gedackt 8' (1949)       | Rörflöjt 8'          | Oktavbas 8'        | II/P     |
| Oktava 4'               | Principal 4' (1949)  | Koralbas 4' (1949) | II/I     |
| Oktava 2' (1949)        | Gemshorn 4' (1949)   |                    | II 16'/I |
| Mixtur IV 1 1⁄3' (1949) | Nasard 2 2⁄3' (1949) |                    | II 4'/P  |
| Corno 8' (1949)         | Flöjt 2'             |                    |          |
|                         | Ters 1 3⁄5' (1949)   |                    |          |
|                         | Krumhorn 8' (1949)   |                    |          |
|                         | Tremulant            |                    |          |
|                         | Crescendosvällare    |                    |          |

### Webbkällor
- byggnadspresentation